# Le Tour-du-Parc

Le Tour-du-Parc este o comună în departamentul Morbihan, Franța. În 1 ianuarie 2022 avea o populație de 1.259 de locuitori.